# La Conversion (roman)
La Conversion (titre original en anglais : Go Tell It on the Mountain) est un roman semi-autobiographique de James Baldwin paru en 1953. Il raconte l'histoire de John Grimes, un adolescent intelligent dans le Harlem des années 1930, et sa relation avec sa famille et son église. Le roman révèle également les histoires de la mère de John, de son père biologique et de son beau-père violent et fanatiquement religieux, Gabriel Grimes. Le roman se concentre sur le rôle de l'Église pentecôtiste dans la vie des Afro-Américains, à la fois en tant que source négative de répression et d'hypocrisie morale et en tant que source positive d'inspiration et de communauté.
À travers l'histoire de John, 14 ans, et une série de souvenirs des personnes de sa famille (par flashback), ce roman pose des questionnements moraux, religieux et de liens familiaux chez chacun des personnages, dans le contexte de la ségrégation raciale dans les années 1930.
Go Tell it on the Mountain est généralement considéré comme l'un des grands romans américains du XXe siècle.

## Contexte
Les personnages principaux du roman sont clairement tirés de la propre vie de Baldwin. Il est né en 1924 à Harlem d'une mère célibataire qui avait quitté le Maryland pour New York et n'a jamais connu son père biologique. Plusieurs années plus tard, sa mère épousa un ouvrier et prédicateur baptiste beaucoup plus âgé, originaire de Louisiane qui était venu dans le nord en 1919. James Baldwin prit le nom de famille de son beau-père et fut élevé comme son fils avec ses nombreux demi-frères et sœurs. Plus tard, il a décrit son beau-père comme « Couvert, silencieux, tyrannique... et physiquement abusif, il était aussi un prédicateur de devanture d'une intensité morbide. » Pendant ses années de lycée, mal à l'aise avec le fait que, contrairement à beaucoup de ses pairs, il devenait plus intéressé sexuellement par les hommes que par les femmes, Baldwin a cherché refuge dans la religion. À quatorze ans, il a commencé à prêcher lui-même et a continué pendant plusieurs années.
Premier roman publié de Baldwin, Go Tell It on the Mountain s'inspire largement de son expérience personnelle et des expériences de ceux qui l'entourent pendant son enfance à Harlem, en particulier ceux qui sont venus à Harlem dans le cadre de la grande migration afro-américaine. C'était le résultat de travaux qui ont commencé au moins en 1938. Baldwin a montré une première version du manuscrit au romancier Richard Wright en 1944. Wright a aidé Baldwin à obtenir obtenir une avance de Harper & Brothers, mais l'accord n'a pas abouti à la publication. 
En février 1952, Baldwin envoya un manuscrit ultérieur de Paris, où il vivait à l'époque, à la maison d'édition new-yorkaise Alfred A. Knopf. Knopf a exprimé son intérêt et Baldwin est retourné à New York pour le rencontrer. Il a accepté de réécrire des parties de Go Tell It On the Mountain en échange d'une avance de 250 $ (2.551 $ aujourd'hui[Quand ?]) et de 750 $ supplémentaires (7.653 $ aujourd'hui[Quand ?]) payés lorsque le manuscrit final a été achevé. Après l'acceptation du projet final, Baldwin a publié des extraits du roman dans deux publications : un extrait a été publié sous le titre "Exodus" dans American Mercury et l'autre sous le nom de "Roy's Wound" dans New World Writing. Baldwin repartit pour l'Europe le 28 août et Go Tell It On the Mountain fut publié en mai 1953.

## Structure et langage
Go Tell It on the Mountain a une structure non linéaire. L'histoire de la conversion se déroule sur une période de vingt-quatre heures, mais contient des flashbacks étendus qui couvrent une période de plus de 70 ans. Le roman se concentre sur John Grimes (qui a 14 ans), mais la voix narrative change avec les perspectives des personnages, permettant l'accès aux pensées et aux réminiscences du père adoptif (Gabriel), de la mère (Elizabeth) et de la tante (Florence) de John.
Le roman est divisé en trois parties, la deuxième partie étant subdivisée en trois : « Première partie : Le septième jour », « Deuxième partie : La prière des saints - La prière de Florence », « Deuxième partie : La prière des saints - Gabriel's Prayer », « Deuxième partie : La prière des Saintes - Elizabeth's Prayer », et, enfin, « Troisième partie : L'aire de battage ». Les première et dernière parties suivent principalement les pensées de John avec des aperçus des pensées des autres, tandis que les sections de la deuxième partie suivent principalement les pensées du personnage dont elles portent le nom.
Le rythme et la langage du roman s'inspirent fortement de la langue de la Bible, en particulier de la Bible du roi Jacques. De nombreux passages utilisent les schémas de répétition identifiés par des érudits tels que Robert Alter et d'autres comme étant caractéristiques de la poésie biblique. De plus, une grande partie du discours des personnages est mêlée de citations et de références bibliques, ce qui fournit à la fois une note de vraisemblance dans le dialogue mais aussi une couche de symbolisme religieux.

## Allusions religieuses
Le roman est riche d'allusions et de références bibliques et religieuses,. Le titre du roman est tiré d'un negro spiritual du même nom et « chacune des trois parties a un titre et deux épigraphes faisant référence à la Bible ou à des hymnes chrétiens, et chacune des prières de la deuxième partie commence par une citation d'un hymne. » Le titre de la première partie « Le septième jour » est une référence claire au sabbat biblique, le jour où le Seigneur s'est reposé après avoir créé les cieux et la terre (Genesis 2:2). De même, la troisième partie « L'aire de battage » est une allusion à Matthieu 3:12, dans lequel Jean-Baptiste déclare que sur l'aire de battage, Jésus séparera le blé (sauvé) de la paille (non sauvé).
Baldwin inclut des extraits de nombreux spirituals tout au long du roman, mais surtout lorsque John subit sa vision religieuse et que les « saints » de l'église chantent autour de lui, chacun mettant en évidence un aspect particulier du récit. De plus, de nombreux noms de personnages font directement référence à des personnages bibliques. Les critiques ont comparé John à la fois à Jean le Baptiste et à Jean de Patmos qui ont vécu une vision religieuse dans le Livre de l'Apocalypse. La mère de Jean le Baptiste, Élisabeth, l'archange Gabriel, la prophétesse Deborah et la reine juive Esther fournissent également des noms de personnages importants.
Baldwin utilise fréquemment des références bibliques directes, notamment l'histoire de Cham, l'histoire de Moïse conduisant les Israélites hors d'Égypte et l'histoire de la femme de Lot qui a regardé en arrière et a été transformée en statue de sel.

## Lieux où se déroule la narration
Le roman se déroule à New York, principalement à Harlem en 1935. Les flashbacks fournissent des séquences prolongées dans le sud des États-Unis, principalement dans une ville sans nom du sud profond où Gabriel et Florence sont nés, et dans le Maryland où Elizabeth a grandi. Les flashbacks rappellent également des périodes antérieures à Harlem et, dans une moindre mesure, à d'autres endroits de New York.
Dans le roman, la ville de New York représente à la fois la liberté et l'opportunité - en particulier pour Florence et Elizabeth qui échappent à une vie de famille confinée, et pour John qui contemple les opportunités du monde en dehors de Harlem alors qu'il se promène dans Midtown Manhattan. Mais la ville représente aussi la vulgarité et la perdition, en particulier pour Gabriel et à travers Gabriel, pour John. Cette dualité est utilisée pour renforcer les autres conflits du roman, en particulier entre la sainteté et la mondanité et entre John et Gabriel. Pour Elizabeth surtout, mais aussi pour Florence et Gabriel, la promesse de la ville, la promesse qui a poussé la Grande Migration des Afro-Américains du Sud rural vers les villes du Nord, s'est révélée fausse. Elizabeth pense que contrairement au Sud, qui ne promet rien, le Nord promet mais ne donne pas et ce qui est donné peut être retiré en un instant. Bien que la Grande Migration ait conduit à la Renaissance de Harlem et à l'épanouissement de l'art et de la culture, la description de Harlem dans le roman se concentre sur la pauvreté, la violence, l'ivresse et la dépravation sexuelle.

## Éditions en français
- Les Élus du Seigneur, La Table ronde, 1957 (Go Tell It on the Mountain, 1956), trad. Henri Hell et Maud Vidal ;
- La Conversion, Payot et Rivages, 1999 (Go Tell It on the Mountain, 1956), trad. Michèle Albaret-Maatsch.

## Réception
Go Tell it on the Mountain est généralement considéré comme le meilleur roman de Baldwin et comme l'un des grands romans afro-américains du XXe siècle. En 1998, la Modern Library l'a classé 39e sur sa liste des 100 meilleurs romans de langue anglaise du 20e siècle. L’hebdomadaire Time a inclus le roman sur sa liste des 100 meilleurs romans de langue anglaise publiés de 1923 à 2005. L'éditeur Franklin Library l'a inclus dans sa collection "100 Greatest Masterpieces of American Literature" publiée de 1976 à 1984 pour le bicentenaire américain. Le roman est régulièrement inclus dans le les programmes scolaires des lycées et collèges. Cependant, sa présence a également suscité la controverse, car il contient des blasphèmes et du sexe explicite.
Le livre a été initialement traduit en français sous le titre Les Élus du Seigneur en 1953.